# Miranda NG
Miranda NG (początkowo Miranda ICQ, następnie Miranda IM), Miranda – otwarty multikomunikator internetowy dla systemów z rodziny Microsoft Windows.
Miranda jest wolnym oprogramowaniem rozpowszechnianym na licencji GNU GPL. Kod źródłowy programu jest powszechnie dostępny.
Na Mirandę składa się podstawowy framework oraz rozbudowana struktura wtyczek. Nie są one wymagane do działania Mirandy, realizują obsługę wszystkich dostępnych w programie sieci IM, a także inne dodatkowe możliwości. Podstawowe wtyczki są dostarczane wraz z programem. Ponad 500 pozostałych jest dostępnych w oficjalnym repozytorium serwisu internetowego Mirandy. Nieużywane wtyczki mogą zostać wyłączone lub usunięte, zmniejszając tym samym zużywane zasoby systemowe.

## Cechy i funkcjonalność
Większość funkcji jest dostępnych w Mirandzie za pośrednictwem wtyczek. Niektóre mogą być dostępne domyślnie ze względu na implementację w rdzeniu Mirandy albo na wymóg obecności wtyczki do działania programu. Przykładem jest tu lista kontaktów – wymagana jest przynajmniej jedna z dostępnych wtyczek listy, aby uruchomić komunikator.

### Personalizacja
Użytkownik może w dużym zakresie zmieniać wygląd i funkcje programu. Na stronie z dodatkami znajduje się wiele skinów i tematów graficznych modyfikujących wygląd listy kontaktów, wiadomości, historii i okna rozmowy. Awatary kontaktów mogą być wyświetlane w oknie rozmowy, na liście kontaktów, informacjach o użytkowniku bądź też po przytrzymaniu myszki nad kontaktem.
Istnieje wiele paczek z emotikonami dla okna rozmowy lub listy kontaktów, zarówno z oryginalnych klientów, jak i stworzonych przez użytkowników Mirandy. Można je przypisać osobno dla danych protokołów lub globalnie. Dowolnie da się ustawić praktycznie wszystkie ikony w programie, mając jednocześnie do wyboru wiele paczek stworzonych przez użytkowników.
Dla większości zdarzeń, takich jak nowa wiadomość, zmiana stanu, powiadomienie o nowej poczcie itp., można wybrać samemu dźwięk w formacie WAV. Dostępna jest też funkcja znana z Tlen.pl i MSN – alert/brzęczyk – polegająca na drżeniu listy kontaktów i okna rozmowy, odgrywaniu dźwięku lub też wyświetleniu komunikatu, mająca na celu zwrócenie uwagi użytkownika.

### Zarządzanie kontaktami
Miranda udostępnia wiele funkcji związanych z organizacją i zarządzaniem kontaktami z różnych sieci IM na jednej liście kontaktów.
Użytkownik może grupować kontakty, tworzyć grupy zagnieżdżone, ukrywać puste grupy lub wyłączać je tymczasowo. Istnieje funkcja tworzenia metakontaktów, które ułatwiają komunikację z użytkownikami posiadającymi konta w kilku różnych sieciach IM.
Sortowanie kontaktów na liście odbywa się według własnych kryteriów, takich jak stan, czas ostatniej wiadomości, protokół, a nawet ranking w czterostopniowej skali.
Grupa, protokół, stan i czas ostatniej rozmowy mogą być wykorzystywane do tworzenia spersonalizowanych widoków listy, pomiędzy którymi można się w dowolnej chwili przełączać.
W Mirandzie dostępne jest ukrywanie niepołączonych użytkowników, z dodatkową możliwością zdefiniowania stanów, które chcemy zaliczyć jako niepołączone. Z drugiej strony każdy kontakt indywidualnie może być pokazywany bez względu na jego stan.
W stosunku do wybranych, wszystkich lub nieznanych kontaktów można zastosować ignorowanie wiadomości, linków, plików itp.
Niektóre sieci obsługują funkcje zawsze widoczny i nigdy niewidoczny dla wybranych kontaktów, zaimplementowaną również w Mirandzie. Dodatkowo istnieje możliwość automatycznego ukrywania przed wszystkimi niepołączonymi i niewidocznymi kontaktami przy jednoczesnej widoczności dla wszystkich pozostałych.

### Archiwum wiadomości
Historia rozmów jest przechowywana w pliku profilu. Jest to zaletą, jeśli posiadamy zabezpieczoną hasłem i szyfrowaną bazę danych. Z drugiej strony nierozłączność konfiguracji od historii może stanowić utrudnienie przy zarządzaniu nią. Istnieje wiele wtyczek rozwiązujących większość problemów z tym związanych. Wspólna baza danych dla historii i ustawień powoduje też wzrost rozmiaru profilu wraz z prowadzeniem rozmów, co jednak nie wpływa znacząco na działanie programu.
Funkcje związane z obsługą historii rozmów:
- przeszukiwanie i filtrowanie
- eksport do HTML, XML, RTF lub TXT
- zakładki (ulubione)
- dodatkowa ochrona hasłem wybranych lub wszystkich kontaktów
- zaawansowane statystyki rozmów
- okresowe czyszczenie historii

### Pozostałe
- po najechaniu myszką na kontakt pokazywanie szczegółów kontaktu
  - zaawansowana konfiguracja wyświetlanych informacji (dane personalne, protokół, ostatnia wiadomość, stan, opis stanu, awatar, klient itp.)
- brak reklam i programów szpiegujących
- stały i aktywny rozwój rdzenia i wtyczek
- przenośność
  - nie wymaga instalacji, a odinstalowanie programu polega na usunięciu katalogu głównego programu
  - mieści się na dyskietce 3,5 cala lub pamięci USB z większą ilością wtyczek
- elastyczność
  - zaawansowani użytkownicy mają możliwość zmian konfiguracji bezpośrednio w bazie danych Mirandy

## Protokoły obsługiwane przez wtyczki
Tabela przedstawia protokoły, a także ich funkcje obsługiwane przez Mirandę NG.
| Protokół (sieć IM)            | Wiadomości tekstowe | Transfer plików | Rozmowy głosowe | Rozmowy wideo | Szyfrowanie transmisji | Unicode (UTF-8) | Uwagi |
| ----------------------------- | ------------------- | --------------- | --------------- | ------------- | ---------------------- | --------------- | ----- |
| Bonjour / iChat               |                     |                 |                 |               |                        |                 |       |
| Battle.net                    |                     |                 |                 |               |                        |                 |       |
| Gadu-Gadu                     | T                   |                 |                 |               |                        |                 |       |
| IAX (Inter-Asterisk eXchange) |                     |                 |                 |               |                        |                 |       |
| ICQ                           | T                   | T               |                 |               |                        |                 |       |
| IRC (Internet Relay Chat)     | T                   | T               |                 |               |                        |                 |       |
| XMPP / Jabber                 | T                   | T               |                 |               | T                      |                 |       |
| QQ                            |                     |                 |                 |               |                        |                 |       |
| Skype (Web)                   | T                   |                 |                 |               |                        |                 |       |

## Historia zmian

### Pierwsze wydanie
Prace nad Mirandą IM zapoczątkował Roland Rabien (FigBug) 2 lutego 2000 roku. Wtedy program był zaledwie minimalistycznym klonem ICQ nazwanym oficjalnie Miranda ICQ. Pierwsza publiczna wersja oznaczona numerem 0.0.1 została wydana 6 lutego 2000 r., używała LibICQ, nie posiadała historii rozmów, bazy danych, ani wtyczek. Jej rozmiar nie przekraczał 100 kB. Rozpoczął się aktywny rozwój projektu.
W wersji 0.0.4 dodano obsługę czat bota MegaHAL, który umożliwiał automatyczną rozmowę między użytkownikiem Mirandy a innym użytkownikiem sieci ICQ. Obsługę wtyczek dodano w wersji 0.0.6, a pierwszą dołączoną do oficjalnych wydań był Logger. AutoAway, Status Notify oraz Talk to pierwsze 3 wtyczki dostępne na stronie pobierania jako dodatkowe.

### Wersja 0.1.x
Po wydaniu wersji 0.0.6.1 26 grudnia 2000 r. programiści opuścili projekt, który następnie został przejęty przez Richarda Hughesa (cyreve). Jego pierwsze wydanie (wersja 0.1) stanowiła znaczny postęp w stosunku do poprzednich wersji, większa część kodu została przepisana od podstaw. Wtyczka protokołu MSN pojawiła się w czasie wydania wersji 0.1.1 i była tym samym pierwszym, poza ICQ, protokołem obsługiwanym przez Mirandę. Ponadto wersja 0.1.1 pozwalała na tworzenie tłumaczeń do programu. Tym samym rozpoczęto drogę do stworzenia komunikatora obsługującego wiele sieci i działającego w różnych językach, jakim Miranda jest obecnie.
Od wydania wersji 0.1 Miranda szybko się rozwijała. 28 lutego 2002 r. dla wersji 0.1.2.1 istniało już około 50 wtyczek. Napisano nawet wtyczkę Lizard, która umożliwiała zmianę wyglądu Mirandy, jednak ze względu na spadek stabilności powodowaną przez nią, prace nad nią zostały przerwane.
Ze względu na ilość obsługiwanych protokołów 17 grudnia 2000 r. zmieniono oficjalnie nazwę projektu na Miranda IM.

### Wersja 0.2.x
Po zagadkowym zniknięciu cyreve w czerwcu 2002 r., programiści: Martin Öberg (Strickz), Robert Rainwater (rainwater), Sam K (egoDust) i Lyon Lim (lynlimz) przejęli prace nad projektem. Protokół MSN rozwijany był przez Rako Shizukę, który stworzył też wtyczkę protokołu Yahoo! Messenger – trzeciego obsługiwanego przez Mirandę. Wtyczka ta nie była wydana na licencji otwartego oprogramowania, przez co musiała zostać napisana od nowa przez nowego programistę Gennady'ego Feldmana, gdyż stara wersja nie współpracowała z rozwijanym protokołem Yahoo!. Wtyczka MSN umożliwiała jako pierwsza obsługę wielu kont w tej samej sieci poprzez umieszczenie kopii biblioteki dll wtyczki ze zmienioną nazwą w folderze zawierającym wtyczki.
Pierwsze protokoły nie służące do komunikacji, takie jak RSS News i Weather, zostały po raz pierwszy wydane w tym czasie. Dodawały one kontakty do listy w celu łatwego dostępu do informacji.

### Wersja 0.3.x
Około 3 lata po rozpoczęciu projektu – 1 lutego 2003 r. – została wydana wersja 0.3, mniej więcej dwa tygodnie później ukazała się wersja naprawiająca błędy. W tym czasie dostępnych było już około 150 wtyczek.
Podstawową zmianą w wersji 0.3 było usunięcie ICQ z rdzenia Mirandy i stworzenie osobnej wtyczki, podobnie jak w przypadku MSN, czy Yahoo!. Od tego momentu Miranda mogła działać bez protokołu ICQ. Ponadto projekt uruchomił nową stronę domową pod adresem www.miranda-im.org, na której znajdował się katalog plików oraz forum dyskusyjne.
Wraz z wersją 0.3 dostarczano wtyczki: ICQ, MSN, AIM oraz Jabber. Ze względu na to, że Yahoo! nie był otwartym protokołem – nie dołączono go do wydania. Obsługa protokołu IRC została dodana przez Jörgena Perssona (m8rix) przy wydaniu Mirandy IM 0.3.1 8 sierpnia 2003 r.
Ważną zmianę stanowiło przeniesienie modułu rozmowy z rdzenia do osobnej wtyczki. Zmniejszyło to znacznie rozmiar pliku wykonywalnego, a także spowodowało szybki rozwój różnych modułów rozmowy. Stworzono wiele różnych wtyczek rozmowy (m.in. SRMM, SRAMM, SRMM-mod itd.), z których każda dawała inne możliwości i unowocześnienia względem oryginalnej wersji. Liczba wtyczek do Mirandy szybko rosła, osiągając 19 kwietnia 2004 r. – w dniu wydania wersji 0.3.3 – liczbę około 250.
Pierwsze wydanie wtyczki Gadu-Gadu pozwalające na rozmowy tekstowe ukazało się 12 marca 2003 r. Wcześniej istniała już inna wersja tej wtyczki, której rozwój jednak został szybko zarzucony. Również na początku 2003 roku ukazały się pierwsze wersje wtyczki Tlen.pl.

### Wersja 0.4.x
Miranda IM 0.4 została wydana 7 kwietnia 2005 r. Była pierwszą, która zawierała protokół Yahoo! w oficjalnym wydaniu.
Najważniejszą zmianą w tej wersji było przeniesienie modułów listy kontaktów oraz bazy danych z rdzenia do osobnych wtyczek. W następstwie zostały stworzone 3 rodzaje wtyczek listy kontaktów:
- oryginalna Classic Contact List (clist_classic)
- obsługująca ramki modyfikacja clist_classic – MultiWindow Contact List (clist_mw)
  - modyfikacja clist_mw – MetaMultiWin Contact List (clist_metamw) – dodająca zaawansowaną obsługę wtyczki MetaContacts
    - rozbudowana clist_metamw – Modern Contact List (clist_modern)
- modyfikacja clist_classic – Nicer Contact List (clist_nicer) – pozwalająca w zamierzeniu na zaawansowaną zmianę wyglądu listy.

Inne popularne wtyczki wydane po raz pierwszy w tym okresie to m.in. okna rozmowy z zakładkami (TabSRMM i Scriver), obsługa HTML w oknie rozmowy oparta na silniku IE (IEView), automatyzacja wielu czynności (mBot) oraz wtyczki pozwalające na łączenie kontaktów z listy należących do jednej osoby w jeden metakontakt na liście (MetaContacts i nie rozwijany obecnie Multiprotocol contact merge). Dla Mirandy IM 0.4 istniało już około 400 wtyczek.

### Wersja 0.5.x
28 lipca 2006 r. została wydana wersja 0.5 Mirandy. Dla użytkowników Windows NT, 2000 i XP możliwa była obsługa unicode. Na początku roku 2006 ukazała się wtyczka protokołu AIM Oscar autorstwa Snaphata, pozwalała ona na transfer plików, czytanie opisów stanu, a także obsługę awatarów.

### Wersja 0.6.x

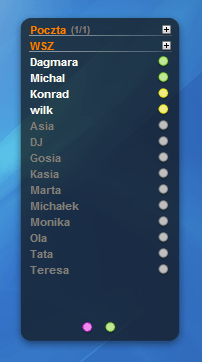
Minimalistyczny wygląd Mirandy

Miranda IM 0.6 ukazała się 29 grudnia 2006 r. Dodano w niej wsparcie dla protokołu UPnP w celu poprawienia transferów plików i niezawodności połączeń bezpośrednich poprzez router. Pozostałe zmiany to lepsza obsługa zmiennych łańcuchowych w kodowaniu UTF-8, poprawienie działania zakładek w opcjach i liczne naprawy błędów.

### Wersja 0.7.x
3 października 2007 wydano stabilną wersję 0.7 Mirandy. Nowa wersja zawiera wiele zmian we wtyczkach protokołów Jabber, MSN, ICQ i Yahoo. Zmiany objęły także menu komunikatora, obsługę awatarów oraz wiele innych funkcji. Poprawiono też błędy w obsłudze protokołów.

### Wersja 0.8.x
17 czerwca 2009 wydano stabilną wersję 0.8 Mirandy. Nowa wersja wprowadza Menedżera Kont, ma wbudowane wsparcie dla SSL, wiele udoskonaleń i poprawek, zarówno w samym jądrze, jak i w protokołach AIM, Jabber, MSN, ICQ i Yahoo.

### Pozostałe wydania
W przyszłych wersjach planuje się wprowadzić nowy szkielet dla obsługi powiadomień w jądrze, przebudować ładowarkę wtyczek, przywrócić konsolę, zwiększyć kompatybilność z Windows Vista i poprawić przyjazność dla użytkownika. Ze względu na brak oficjalnej wersji Mirandy IM dla platformy GNU/Linux stworzono nieoficjalną wersję dla Linuksa. Istnieje też możliwość uruchomienia Mirandy IM przy użyciu WINE.
W internecie można znaleźć wiele instalatorów Mirandy IM, a także programów pochodnych od niej. Często mogą zawierać programy szpiegujące lub adware – zalecane jest pobieranie z oficjalnych serwisów.